# LL Cool J

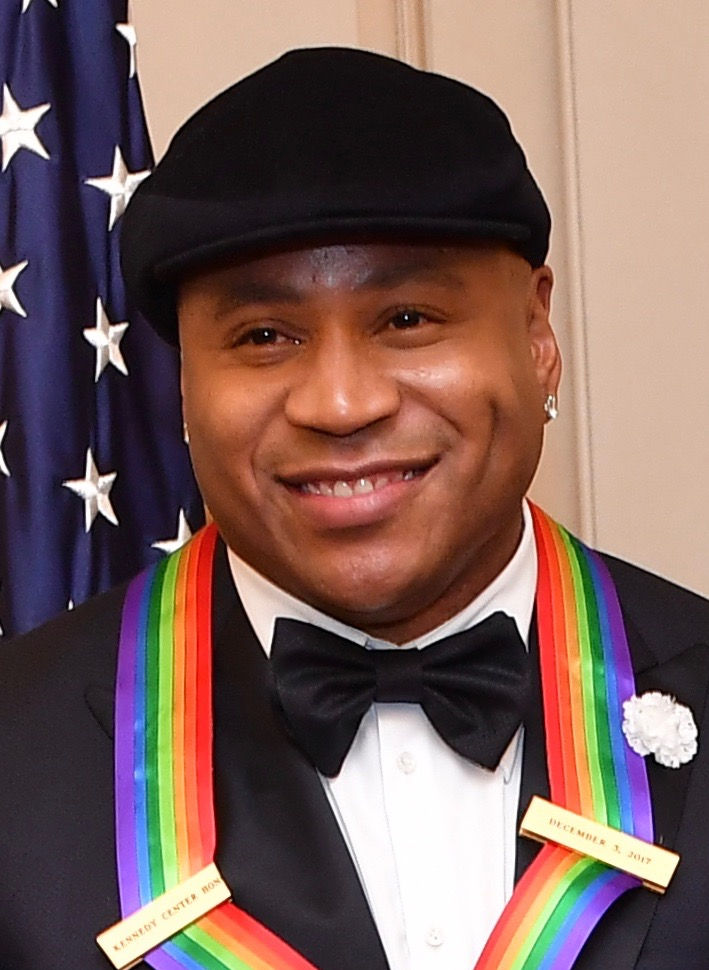
LL Cool J (2017)

LL Cool J (bürgerlich James Todd Smith, * 14. Januar 1968 in Queens, New York City), auch bekannt unter den Namen Uncle L, The Future of the Funk, Nickelhead und G.O.A.T. („Greatest of All Time“), ist ein US-amerikanischer Rapper und Schauspieler. Die Abkürzung LL Cool J steht für „Ladies Love Cool James“. In der Musik ist er sowohl für romantische Balladen wie I Need Love als auch für Hardcore-Rap wie I Can’t Live Without My Radio bekannt, als Schauspieler für seine Hauptrolle in der Fernsehserie Navy CIS: L.A. (2009–2023).

## Leben

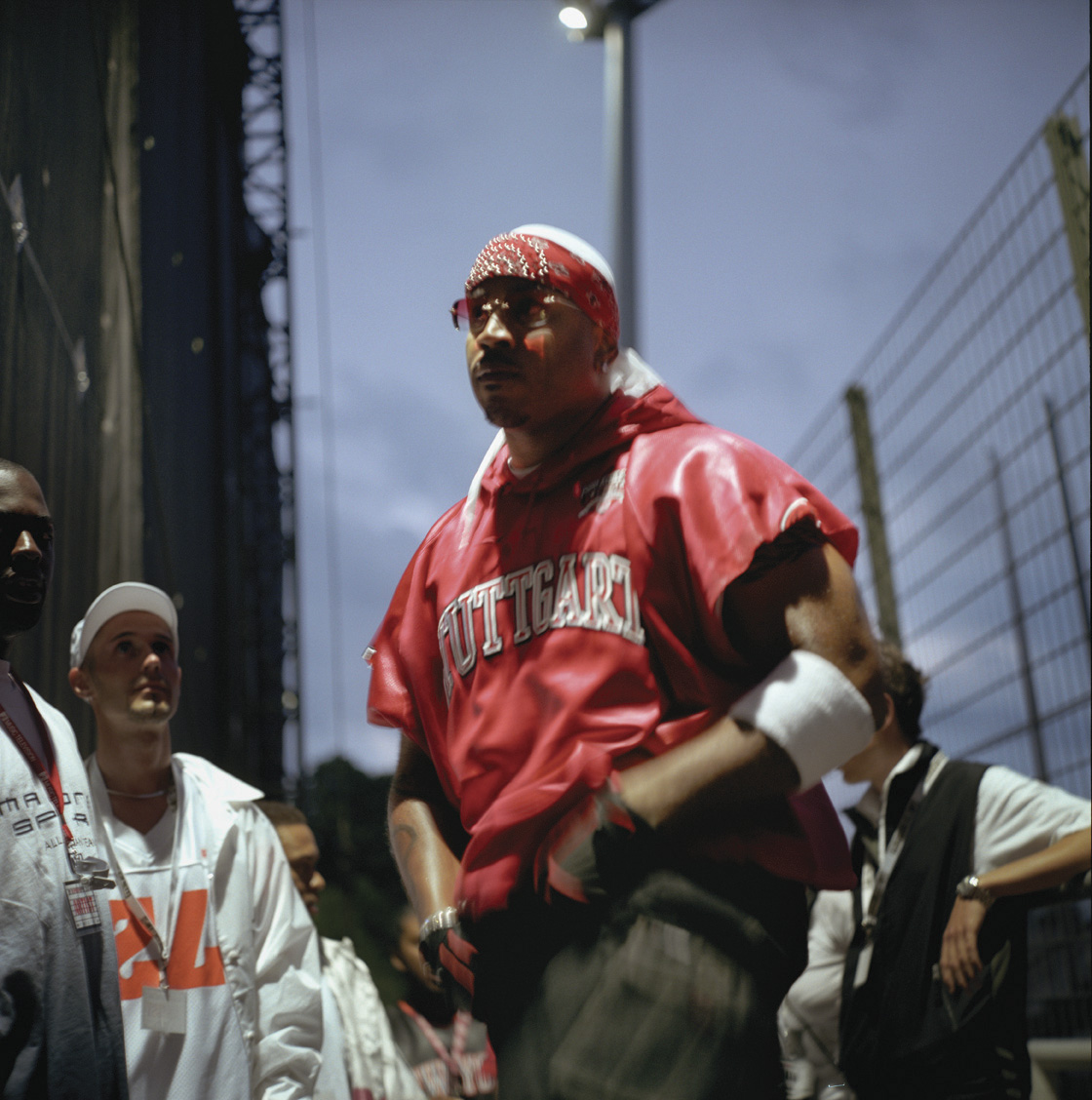
LL Cool J in Stuttgart (2001)

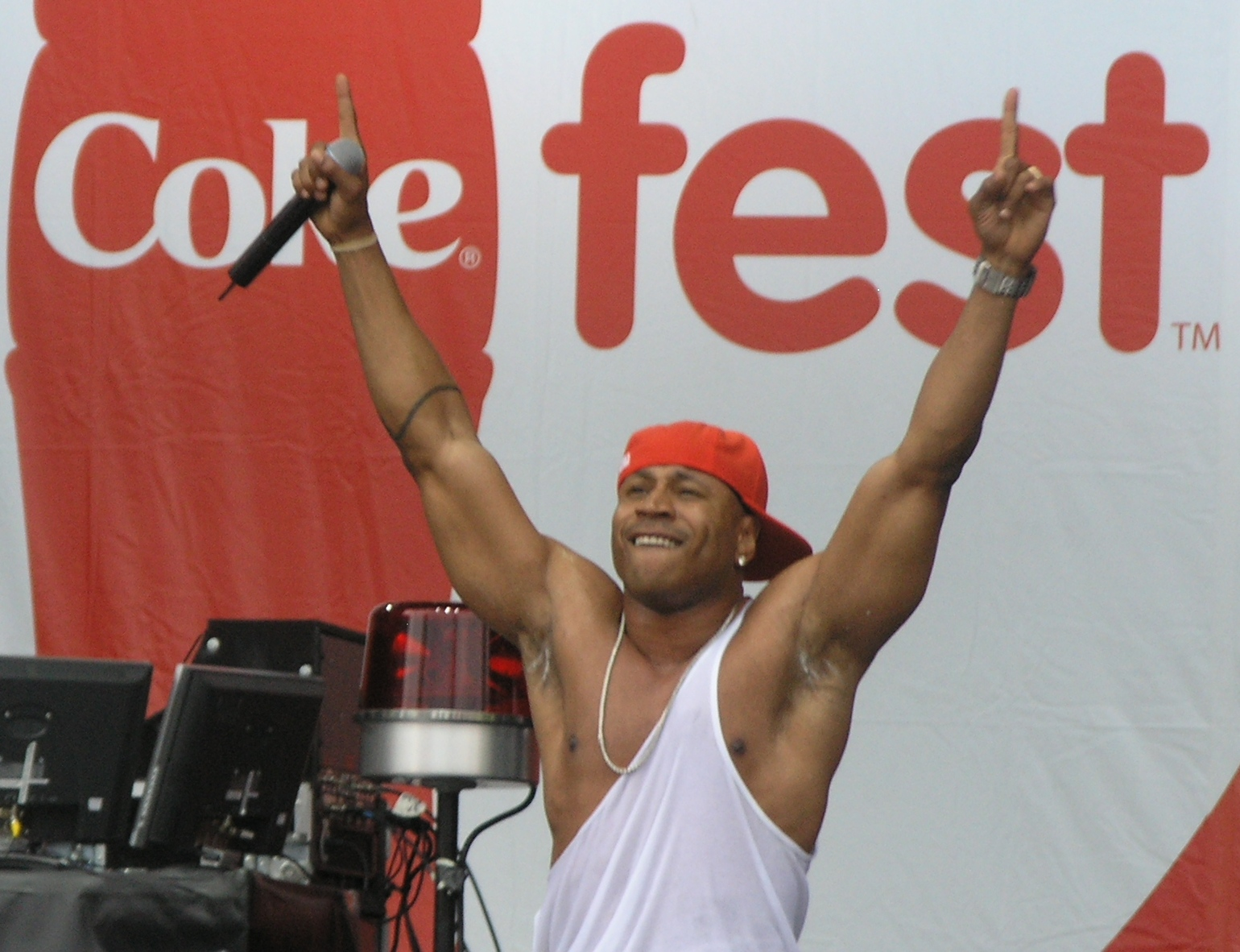
LL Cool J (2007)

LL Cool J wuchs im New Yorker Stadtteil Queens auf. Sein künstlerisches Schaffen wurde durch seine schwierige Kindheit geprägt. Mit vier Jahren sah er, wie sein eigener Vater seine Mutter und seinen Großvater anschoss. Als James älter wurde, entdeckte er seine Liebe zur Musik. Mit elf Jahren schrieb er seine ersten eigenen Texte und musizierte mit dem Equipment, das ihm sein Großvater gab. Mit 16 Jahren, im Jahre 1984, nahm er bei dem jungen Plattenlabel Def Jam seine ersten Tracks auf – darunter das besonders im Underground erfolgreiche Stück I Need a Beat. Aufgrund des Erfolgs beendete er seine Schulausbildung vorzeitig und widmete sich der Arbeit an seinem Debütalbum Radio, das im Herbst 1985 veröffentlicht wurde. Dank der beiden Hitsingles I Can’t Live Without My Radio und Rock the Bells verbuchte das Album recht schnell kommerziellen Erfolg, der letztlich sogar mit Platin prämiert wurde. Zeitgleich musste LL Cool J sich aus den eigenen Reihen jedoch vorwerfen lassen, musikalisch zu sehr dem Mainstream-Pop verfallen zu sein.
1987 erschien das zweite Album mit dem Titel Bigger and Deffer, aus dem mit I Need Love eine der ersten erfolgreichen Pop-Rap-Kombinationen der späten 80er Jahre stammte. Dennoch hagelte es abermals Kritik an LLs Stil und nach der Veröffentlichung von Walking with a Panther (1989) wurde er im Apollo Theater in Harlem, New York, sogar von der Bühne gebuht.
Um sowohl sein Publikum als auch Kritiker von sich zu überzeugen, produzierte und veröffentlichte LL Cool J 1990 sein viertes Studioalbum mit dem Titel Mama Said Knock You Out, das bis heute als eines seiner härtesten Alben gilt und ihm vor allem die Sympathien aus dem eigenen Genre zurückbrachte. Mit The Boomin’ System, Around the Way Girl und dem Titeltrack wurden immerhin drei Singles daraus ausgekoppelt. Letzterer wurde besonders durch die Performance beim MTV-Unplugged-Konzert des Rappers bekannt.
Anfang der 1990er Jahre versuchte sich LL erstmals auf dem Gebiet der Schauspielerei. So war er in den Filmen Auf die harte Tour und Toys sowie als Protagonist seiner eigenen Sitcom Ein schrecklich nettes Haus (Originaltitel: In the House) auf der Leinwand bzw. im Fernsehen zu sehen. Parallel dazu veröffentlichte er zwei weitere Alben: 14 Shots To The Dome (1993) und das überaus erfolgreiche Mr. Smith (1995), welches allein in den USA zweimal Platin erhielt. Die Singles Doin’ It und Loungin wurden zu Welthits.
Im Sommer 2002 erschien mit 10 LL Cool Js zehntes Album. Zu den erfolgreichen Singles aus dieser CD gehörten unter anderem Paradise (zusammen mit Amerie), die Neptunes-Produktion Luv U Better und das erfolgreiche Duett All I Have mit Jennifer Lopez. 2004 folgten mit Hilfe von Timbaland die Singles Headsprung und Hush sowie das Nachfolgealbum DEFinition.
In diesen Jahren hatte er wieder eine Reihe von Auftritten in diversen Fernsehserien. In der Dr.-House-Folge Acceptance von 2005 („Ihr, ich und Hippokrates“) spielt er einen zum Tode verurteilten Gefängnisinsassen, bei dem Halluzinationen zu Tachykardie (Herzrasen) und einem Kollaps führen. Im April 2006 veröffentlichte er mit Todd Smith sein zwölftes Studioalbum. Nachfolgend kam dann das Album Exit 13 (Arbeitstitel war zuerst Todd Smith Pt.2: Back to Cool), das im August 2008 veröffentlicht wurde.
Seit 2009 spielt er eine der Hauptrollen in der US-amerikanischen Fernsehserie Navy CIS: L.A. Seine Rolle ist die des NCIS Special Agents Sam Hanna.
Im August 2012 kündigte er sein vierzehntes Album Authentic an, welches am 30. April 2013 erschienen ist. Die Single Ratchet und Take It wurden bereits im Oktober und November 2012 ausgekoppelt, besonders Take It (ft. Joe) erhielt sehr positive Bewertungen.
Bei den 55. Grammy Awards 2013 war er als Moderator zu sehen und präsentierte dort auch seine neue Single Whaddup zusammen mit Chuck D., dem Frontmann von Public Enemy. Außerdem wirkten der DJ Z-Trip, Tom Morello (Gitarrist von Rage Against the Machine) und Travis Barker (Schlagzeuger von Blink-182) mit.
Seit April 2015 moderiert er zusammen mit Chrissy Teigen die Fernsehsendung Lip Sync Battle auf dem US-amerikanischen Fernsehsender Spike. Nach mehr als 30 Jahren gab es 2023 wieder eine große LL Cool J-Tour. Dafür wurden in den USA 25 Auftritte angekündigt. Als Vorgruppen wurden DJ Jazzy Jeff, Salt-N-Pepa und Queen Latifah verpflichtet. 

## Persönliches
Er ist seit 1995 verheiratet und Vater eines Sohnes und dreier Töchter.

## Trivia
Der Einrichtungskonzern IKEA brachte 2001 in Deutschland unter dem Titel Never be afraid to try something different (dt.: Haben Sie niemals Angst, etwas anderes auszuprobieren.) einen Werbespot heraus, in welchem LL Cool J in einem Westernoutfit einen Countrysong spielte.

## Diskografie
Studioalben

| Jahr | Titel                              | Höchstplatzierung, Gesamtwochen, AuszeichnungChartplatzierungen (Jahr, Titel, Platzierungen, Wochen, Auszeichnungen, Anmerkungen) | Höchstplatzierung, Gesamtwochen, AuszeichnungChartplatzierungen (Jahr, Titel, Platzierungen, Wochen, Auszeichnungen, Anmerkungen) | Höchstplatzierung, Gesamtwochen, AuszeichnungChartplatzierungen (Jahr, Titel, Platzierungen, Wochen, Auszeichnungen, Anmerkungen) | Höchstplatzierung, Gesamtwochen, AuszeichnungChartplatzierungen (Jahr, Titel, Platzierungen, Wochen, Auszeichnungen, Anmerkungen) | Höchstplatzierung, Gesamtwochen, AuszeichnungChartplatzierungen (Jahr, Titel, Platzierungen, Wochen, Auszeichnungen, Anmerkungen) | Anmerkungen                                                                       |
| Jahr | Titel                              | DE | AT | CH | UK | US | Anmerkungen                                                                       |
| ---- | ---------------------------------- | --- | --- | --- | --- | --- | --------------------------------------------------------------------------------- |
| 1985 | Radio                              | — | — | — | UK71 (1 Wo.)UK | US46 Platin · (38 Wo.)US | Erstveröffentlichung: 18. November 1985 Verkäufe: + 1.000.000 Platz 478 der RS500 |
| 1987 | Bigger and Deffer                  | DE35 (4 Wo.)DE | — | — | UK54 (19 Wo.)UK | US3 ×2Doppelplatin · (53 Wo.)US                                                                                                   | Erstveröffentlichung: 22. Juli 1987 Verkäufe: + 2.050.000                         |
| 1989 | Walking with a Panther             | — | — | — | UK43 (3 Wo.)UK | US6 Platin · (21 Wo.)US | Erstveröffentlichung: 9. Juni 1989 Verkäufe: + 1.000.000                          |
| 1990 | Mama Said Knock You Out            | — | — | — | UK49 (2 Wo.)UK | US16 ×2Doppelplatin · (76 Wo.)US                                                                                                  | Erstveröffentlichung: 27. August 1990 Verkäufe: + 2.050.000                       |
| 1993 | 14 Shots to the Dome               | DE74 (9 Wo.)DE | — | — | UK74 (1 Wo.)UK | US5 Gold · (24 Wo.)US | Erstveröffentlichung: 1. Juni 1993 Verkäufe: + 500.000                            |
| 1995 | Mr. Smith                          | DE75 (16 Wo.)DE | — | — | UK— SilberUK | US20 ×2Doppelplatin · (62 Wo.)US                                                                                                  | Erstveröffentlichung: 21. November 1995 Verkäufe: + 2.160.000                     |
| 1997 | Phenomenon                         | DE24 (6 Wo.)DE | — | CH48 (1 Wo.)CH | UK37 (4 Wo.)UK | US7 Platin · (23 Wo.)US | Erstveröffentlichung: 14. Oktober 1997 Verkäufe: + 1.100.000                      |
| 2000 | G.O.A.T.: The Greatest of All Time | DE17 (11 Wo.)DE | — | CH13 (9 Wo.)CH | UK29 (2 Wo.)UK | US1 Gold · (12 Wo.)US | Erstveröffentlichung: 12. September 2000 Verkäufe: + 550.000                      |
| 2002 | 10                                 | DE64 (1 Wo.)DE | — | CH19 (6 Wo.)CH | UK26 Silber · (3 Wo.)UK | US2 Gold · (28 Wo.)US | Erstveröffentlichung: 15. Oktober 2002 Verkäufe: + 500.000                        |
| 2004 | The DEFinition                     | DE50 (2 Wo.)DE | — | CH35 (5 Wo.)CH | UK66 (1 Wo.)UK | US4 Gold · (19 Wo.)US | Erstveröffentlichung: 31. August 2004 Verkäufe: + 500.000                         |
| 2006 | Todd Smith                         | — | — | CH64 (4 Wo.)CH | — | US6 Gold · (13 Wo.)US | Erstveröffentlichung: 11. April 2006 Verkäufe: + 500.000                          |
| 2008 | Exit 13                            | — | — | CH75 (2 Wo.)CH | — | US9 (5 Wo.)US | Erstveröffentlichung: 9. September 2008                                           |
| 2013 | Authentic                          | DE87 (1 Wo.)DE | — | CH57 (1 Wo.)CH | — | US23 (4 Wo.)US | Erstveröffentlichung: 30. April 2013                                              |
| 2024 | The Force                          | — | — | CH71 (1 Wo.)CH | — | US50 (1 Wo.)US | Erstveröffentlichung: 6. September 2024                                           |

## Filmografie (Auswahl)
- 1985: Krush Groove
- 1986: American Wildcats (Wildcats)
- 1991: Auf die harte Tour (The Hard Way)
- 1992: Toys
- 1995–1999: Ein schrecklich nettes Haus (In the House, Fernsehserie, 76 Folgen)
- 1997: Touch
- 1998: Caught Up
- 1998: Halloween H20 (Halloween H20: 20 Years Later)
- 1998: Oz – Hölle hinter Gittern (Oz, Fernsehserie, Folge 2x06)
- 1998: Woo
- 1999: Deep Blue Sea
- 1999: Undercover – In Too Deep (In Too Deep)
- 1999: An jedem verdammten Sonntag (Any Given Sunday)
- 2000: 3 Engel für Charlie (Charlie’s Angels)
- 2001: Kingdom Come – Die lieben Verstorbenen (Kingdom Come)
- 2002: Rollerball
- 2002: Zur Hölle mit Eva (Deliver Us from Eva)
- 2003: S.W.A.T. – Die Spezialeinheit (S.W.A.T.)
- 2004: Mindhunters
- 2005: Edison
- 2005: Slow Burn – Verführerische Falle (Slow Burn)
- 2006: Dr. House (House, Fernsehserie, Folge 2x01)
- 2006: Noch einmal Ferien (Last Holiday)
- 2007: 30 Rock (Fernsehserie, Folge 1x16)
- 2008: The Deal – Eine Hand wäscht die andere (The Deal)
- 2009: Navy CIS (NCIS, Fernsehserie, 2 Folgen)
- 2009–2023: Navy CIS: L.A. (NCIS: Los Angeles, Fernsehserie)
- 2012: Hawaii Five-0 (Fernsehserie, Folge 2x21)
- 2013: Zwei vom alten Schlag (Grudge Match)
- 2015–2019: Lip Sync Battle (Fernsehsendung, Moderator)
- 2023–2024: Navy CIS: Hawaiʻi (NCIS: Hawaiʻi Folgen 2.10, 2.22–3.10)